# 科爾日夫卡 (舊康斯坦丁諾夫區)
49°50′9″N 27°35′44″E / 49.83583°N 27.59556°E
科爾日夫卡（烏克蘭語：Коржівка）是位於烏克蘭西部的村莊，由赫梅利尼茨基州裡赫梅利尼茨基區的舊奧斯特羅皮利市鎮負責管轄。該村始建於十九世紀，面積1.38平方公里，海拔高度257米，2001年人口472，人口密度每平方公里359.5人。